# اداره فرهنگ و میراث فرهنگی امارت ابوظبی
ادارهٔ فرهنگ و میراث فرهنگی امارت ابوظبی (عربی: هيئة أبو ظبي للثقافة والتراث) یک نهاد قانونی در امارات متحده عربی بود که مدیریت میراث فرهنگی در امارت ابوظبی را بر عهده داشت. این اداره در سال ۲۰۱۲ در سازمان گردشگری و فرهنگ ابوظبی ادغام شد.

## تاریخچه
ادارهٔ فرهنگ و میراث فرهنگی امارت ابوظبی (شناخته‌شده با نام اختصاری ADACH) در ۴ اکتبر ۲۰۰۵ با حکم محلی (قانون ۲۸/۲۰۰۵) به‌عنوان نهاد حاکمیتی اختصاصی امارت ابوظبی برای حفاظت از میراث فرهنگی تأسیس شد. هم بخش بناهای تاریخی و هم بخش باستان‌شناسی امارت ابوظبی توسط این سازمان اداره می‌شدند. مقر این سازمان در یکی از قدیمی‌ترین بناهای میراث فرهنگی شهر در نزدیکی قصرالحسن قرار داشت. این ساختمان یک سالن نمایش، یک آمفی‌تئاتر و یک گالری داشت.

### ابتکارات
این سازمان حضور امارات متحده عربی را در پنجاه و سومین دوسالانه ونیز در سال ۲۰۰۹ سازماندهی کرد. ادارهٔ فرهنگ و میراث فرهنگی رویدادهایی هنری را نیز در ابوظبی برگزار کرد و با همکاری شورای فرهنگی بریتانیا رقصنده اکرم خان را در سال ۲۰۱۰ معرفی کرد. در همان سال، این اداره برای ارائه بورسیه تحصیلی به افراد علاقه‌مند به اقتصاد دانش‌بنیان، با شورای توسعهٔ منطقه غرب، نیروی دفاع اتحادیه و دپارتمان خدمات شهری امارات متحده عربی به همکاری پرداخت. تا سال ۲۰۱۰، این سازمان با «مشکلات سازمانی و مالی» روبرو بود.
ادارهٔ فرهنگ و میراث فرهنگی امارت ابوظبی در سال ۲۰۱۱ یک پروژهٔ حفاظتی را برای فهرست‌کردن و تحقیق پیرامون میراث فرهنگی و زندگی کسانی که پیش از نوسازی در دههٔ ۱۹۶۰ در این منطقه زندگی می‌کردند، راه‌اندازی کرد. این سازمان همچنین یک پایگاه دادهٔ جی‌آی‌اس را برای سایت‌های میراث فرهنگی راه‌اندازی کرد و برنامه‌ای را نیز برای حفاظت تاریخی از بناهای تاریخی در مناطق روستایی کشور سازمان‌دهی کرد. این سازمان همچنین میزبان اولین جشنوارهٔ وومد در خاورمیانه بود. علاوه بر این، برگزاری نخستین نمایشگاه بین‌المللی کتاب ابوظبی و جشنوارهٔ فیلم ابوظبی، و همچنین تأسیس مرکز هنری القطره نیز توسط این اداره انجام شد.
در فوریهٔ ۲۰۱۲، ادارهٔ فرهنگ و میراث فرهنگی ابوظبی اعلام کرد که در حال گسترش محل استقرار موزه ملی العین و حفاظت پارک باستان‌شناسی حلی در العین است. هدف از این پروژه، نشان‌دادن تاریخ فرهنگی العین در خارج از شهر مرکزی و در نواحی نزدیک‌تر به مرزهای واحه بود. حفاظت از پارک باستان‌شناسی العین، شامل یک مرکز تفسیری پیرامون مردم و تاریخ این منطقه بود.

### ادغام و وضعیت کنونی
ادارهٔ گردشگری و فرهنگ ابوظبی در فوریهٔ ۲۰۱۲ تأسیس شد و ادارهٔ فرهنگ و میراث فرهنگی امارت ابوظبی در همان زمان در آن ادغام شد. این ادغام توسط خلیفه بن زاید آل نهیان و با هدف داشتن یک سازمان واحد حاکم بر همهٔ جنبه‌های گردشگری انجام شد.
پس از ادغام، جشنواره‌های وومد و صدار عربستان به‌همراه کنسرت‌های موسیقی کلاسیک ابوظبی لغو شدند. نام این سازمان همچنان نمایندهٔ نمایشگاه بین‌المللی کتاب ابوظبی و آکادمی موسیقی عربی بیت العود است. این سازمان با کتابخانه دیجیتال جهانی همکاری می‌کرد و محتوای آنها همچنان از طریق وبگاه کتابخانه دیجیتال جهانی در دسترس است. این سازمان با آکادمی فیلم نیویورک، که همچنان برقرار است نیز شریک بود.

## مجموعه‌ها
مجموعهٔ عکاسی ادوارد «تاگ» ویلسون از جملهٔ مجموعه‌های این سازمان بود.